# 引產
引產（英語：Labor induction），當繼續懷孕對母親或胎兒的危險性大於娩出時，醫生會考慮使用的人工引導生產方法。

## 適應症
- 子癲前症
- 過期懷孕（Postterm pregnancy，妊娠週數超過42週）
- 胎盤功能不足和胎兒子宮內生長遲滯（IUGR）
- 產前出血：胎盤早期剝離和不明原因的產前出血
- Rh血型不合（Rhesus isoimmunization）
- 糖尿病
- 慢性腎臟病

## 引產的前提
引產方法施行的前提是子宮頸成熟（cervical ripening），子宮頸的狀況不適合外科方法引產的進行時，就要先使用內科方法引產，使子宮頸成熟。最常用的兩種內科方法引產是：
- 灌注Syntocinon：灌注這種葯品可誘發子宮收縮，不過除非合併使用外科方法引產，一般效果不法。
- 前列腺素：最常用的前列腺素E2（PGE2, Prostin E2, Dinoprostone）。PGE2有助於子宮頸的成熟（1996 FDA對Dinoprostone加註警語[1]。PGE2在低濃度下作用是刺激Gas誘導的adenylyl cycles,cAMP蓄積，以及平滑肌鬆弛（子宮乏力）；但是在高濃度下，PGE2可能經由Gai或Gap來抑制adenylyl cycles或活化phospholipase C，因而導致肌層細胞Ca2+i增加並且收縮[2]。

此藥有口服、注劑、塞劑。此藥的有害作用有快速收縮（Tachysystole 約16%~33%），過度剌激（Hyperstimulation 8%~17%）。

## 引產方法
以使用的引產工具區分為外科方法與內科方法。外科方法有：
- 前方破水法（forewater rupture）：做人工破水一定要在產房，且要完全無菌。子宮頸最好是軟的，已經開始消失（effaced），而且至少擴張兩公分以上。另外最好是頭產式且胎頭已固定。做破水時這些條件通常無法全部滿足，要滿足多少才能破水，完全視情況的緊急而定。
- 後方破水法（hindwater rupture）：在先露部的後方弄破胎膜稱之。此法較麻煩已很少用了。

內科方法則為灌注子宮收縮激素（oxytocin infusion）。使用外科方法時，也常常合併使用子宮收縮激素。

## 引產的危險
合併使用內科與外科方法引產的主要危險有：
- 刺激過度（hyperstimulation）
- 臍帶脫垂
- 感染
- 子宮乏力
- 產後失血

### 引用
1. ↑  美國食品藥物管理局1996年二月認可藥物清單
2. ↑  威廉產科學（上）第20版,第292頁，F.GARY CUNNINGHAM著，蘇純閨譯，合記圖書出版
3. ↑  Crane JM, Young DC, Butt KD, Bennett KA, Hutchens D. . Obstet Gynecol Jun;97(6). 2001: 926–31  [2009-05-14]. PMID 11384698. （原始内容存档于2008-02-15）.

### 书籍
- 《實用產科學》，譯自Essential Obstetrics and Gynaecology，Symonds，黃景泰 編譯，藝軒出版社。

## 其他連結
- Induction of labor （页面存档备份，存于）
- Using castor oil to induce labor